# La Ville-aux-Bois-lès-Pontavert
La Ville-aux-Bois-lès-Pontavert település Franciaországban, Aisne megyében. Lakosainak száma 148 fő (2022. január 1.). La Ville-aux-Bois-lès-Pontavert Berry-au-Bac, Corbeny, Craonne, Juvincourt-et-Damary és Pontavert községekkel határos.

## Népesség
A település népességének változása:
| Lakosok száma | 129  | 119  | 109  | 121  | 139  | 137  | 143  | 146  | 145  | 148  |
|               | 1968 | 1982 | 1990 | 2006 | 2013 | 2015 | 2017 | 2019 | 2020 | 2022 |